# Fraunhoferove linije
Fraunhoferove linije su spektralne linije koje su primećene kao tamne apsorpcione linije u optičkom spektru Sunca. Nazvane su po nemačkom fizičaru Jozefu von Fraunhoferu koji ih je po prvi put identifikovao.
Tamne linije nastaju od toga što različiti hemijski elementi u Sunčevoj atmosferi selektivno apsorpciju Sunčevo zračenje na određenim talasnim dužinama.
Analogno Sunčevim Fraunhoferovim linijama, postoje i tamne apsorpcione linije u emisionim spektrima drugih zvezda.

## Otkriće
Prvi ko je primetio nekoliko tamnih linija u Sunčevom spektru bio je engleski hemičar Vilijam Hajd Volaston koji ih je primetio 1802. godine. On ih je interpretirao pogrešno, nazvao ih je prazninama koje razdvajaju boje Sunca. Dvanaest godina kasnije, 1814. godine nemački fizičar Jozef von Fraunhofer je napravio prvi spektrometar. Nezavisno od Volastona otkrio je mnogo veći broj tamnih linija, započeo je sa pažljivim merenjima talasnih dužina na kojima se javljaju i započeo je njihovo sistematsko izučavanje. Pronašao je 570 linija i najjače je poređao slovima od A do K, a njegova klasifikacija se koristi i danas. Danas se zna da postoji preko 25 hiljada takvih linija i nazivaju se tamne Fraunhoferove linije.
Heršel je pretpostavio da Fraunhoferove linije mogu poticati od apsorpcije hladnog gasa na određenim talasnim dužinama ili u Zemljinoj ili u Sunčevoj atmosferi. 1836. godine, David Bruster je primetio da jačine nekih linija varijaju u zavisnosti od Sunčeve visine u odnosu na Zemlju ili u zavisnosti od godišnjih doba. On je ove linije nazvao atmosferske linije i pretpostavio da potiču iz Zemljine atmosfere, ne uzevši u obzir Fraunhoferova posmatranja, te ih ni na koji način nije povezao sa Suncem.
Oko 1860. godine, Gustav Kirkhof i Robert Bunsen su primetili da se nekoliko Fraunhoferovih linija poklapaju sa karakterističnim emisionim linijama identifikovanim u spektrima zagrejanih elemenata. Zaključili su da tamne linije u Sunčevom spektru nastaju zbog apsorpcije hemijskih elemenata u Sunčevoj atmosferi. Neke od posmatranih linija su identifikovane kao telurne linije koje potiču iz apsorpcije molekula kiseonika u Zemljinoj atmosferi.

## Nastanak
Fraunhoferove linije spadaju u tipične spektralne apsorpcione linije. One se na spektru vide kao tamne i obrazuju se kada između izvora emitera šireg spektra i detektora nalazi hladan gas. U zavisnosti od vrste gasa, javlja se apsorpcija svetlosti na određenim talasnim dužinama, a u emisionom spektru na tim mestima ostaje smanjen intenzitet svetlosti koji se vidi uočava kao tamnija linija. Atomi i molekuli gasa se pobuđuju apsorpcijom fotona, a reemituju ga u slučajnom pravcu.
S druge strane, kada detektor uoči fotone koji su emitovani direktno iz toplih oblaka gasa, u spektru se u uskom intervalu talasnih dužina uočava emisiona linija.
Na Suncu, Fraunhoferove linije nastaju zbog prisustva gasa u oblasti između Sunca i Zemlje. Gas je previše hladan da bi mogao da proizvodi emisione linije u spektru na talasnim dužinama povezanim sa hemijskim elementima od kojih se sastoji. Ovi oblaci gasa mogu samo da apsorbuju svetlost na odgovarajućim talasnim dužinama i tako proizvode apsorpcione linije u spektru.
Preko Fraunhoferovih linija saznalo se mnogo o vrsti i količini prisustva različitih gasnih oblaka u prostoru između Zemlje i Sunca.

## Klasifikacija
Danas se zna da postoji preko 25 hiljada Fraunhoferovih linija u talasnim dužinama između 295 i 1000 nm. Zbog dobro definisanih talasnih dužina, često se koriste za karakterizaciju indeksa refrakcije i koeficijenta disperzije za optičke materijale.
Glavne Fraunhoferove linije i hemijski elementi čijom apsorpcijom su linije nastale:
| Oznaka  | Element | Talasna dužina (nm) |
| ------- | ------- | ------------------- |
| y       | O2      | 898.765             |
| Z       | O2      | 822.696             |
| A       | O2      | 759.370             |
| B       | O2      | 686.719             |
| C       | Hα      | 656.281             |
| a       | O2      | 627.661             |
| D1      | Na      | 589.592             |
| D2      | Na      | 588.995             |
| D3 or d | He      | 587.5618            |
| e       | Hg      | 546.073             |
| E2      | Fe      | 527.039             |
| b1      | Mg      | 518.362             |
| b2      | Mg      | 517.270             |
| b3      | Fe      | 516.891             |
| b4      | Mg      | 516.733             |

| Oznaka | Element | Talasna dužina (nm) |
| ------ | ------- | ------------------- |
| c      | Fe      | 495.761             |
| F      | Hβ      | 486.134             |
| d      | Fe      | 466.814             |
| e      | Fe      | 438.355             |
| G'     | Hγ      | 434.047             |
| G      | Fe      | 430.790             |
| G      | Ca      | 430.774             |
| h      | Hδ      | 410.175             |
| H      | Ca+     | 396.847             |
| K      | Ca+     | 393.368             |
| L      | Fe      | 382.044             |
| N      | Fe      | 358.121             |
| P      | Ti+     | 336.112             |
| T      | Fe      | 302.108             |
| t      | Ni      | 299.444             |

- C, F i G' Fraunhoferove linije su povezane sa alfa, beta, gama i delta linijama Balmerove serije emisionih linija vodonikovog atoma.
- D1 i D2 linije su poznate kao duple linije natrijuma, a njihova srednja vrednost talasnih dužina je linija D3.
- Linije A, B, a, Y i Z nisu Sunčevog porekla, što znači da su nastale apsorpcijom u Zemljinoj atmosferi.